# Mark Whitacre
Mark Whitacre (né le 1er mai 1957 aux États-Unis) fut le président de la division BioProducts de Archer Daniels Midland (ADM) de 1989 à 1995. Il a attiré l'attention des médias en 1995 lorsqu'il a été rapporté qu'il avait servi de lanceur d'alerte auprès du FBI, lequel enquêtait sur ADM à propos d'une entente sur les prix de la lysine,.
Après que ADM a découvert son rôle auprès du FBI, l'entreprise enquêta sur les activités de Mark Whitacre et découvrit qu'il avait détourné des fonds. Pour cela, il perdit son immunité en tant qu'informateur et fut condamné à une peine de 9 ans et demi dans une prison fédérale américaine

## Au cinéma
L'affaire sur l'entente des prix et le rôle de Mark Whitacre a servi de sujet au film The Informant! (2009) de Steven Soderbergh, avec Matt Damon dans le rôle de Mark Whitacre.